# Tupaia glis
Tupaia glis är en däggdjursart som först beskrevs av Pierre-Médard Diard 1820.  Tupaia glis ingår i släktet Tupaia och familjen spetsekorrar. IUCN kategoriserar arten globalt som livskraftig. Inga underarter finns listade i Catalogue of Life.

## Utseende
Arten är i genomsnitt 19,5 cm lång (huvud och bål), har en cirka 16,5 cm lång svans och väger omkring 142 g. Stora exemplar kan väga 200 g. Liksom andra spetsekorrar har den en spetsig nos och en yvig svans. Däremot har den bara ett fåtal kortare morrhår vad som skiljer den från de egentliga ekorrarna. Den täta pälsen har på ovansidan en mörkbrun färg och undersidan är täckt av rödbrun till orange päls. På axlarna förekommer en mer eller mindre tydlig ljus strimma. Vid alla fingrar och tår finns långa skarpa klor.

## Utbredning och habitat
Denna spetsekorre lever på södra Malackahalvön, Sumatra och Java samt på flera mindre öar i regionen. Arten når i bergstrakter 1400 meter över havet. Habitatet utgörs av skogar och dessutom besöks trädgårdar och trädodlingar.

## Ekologi
Tupaia glis är aktiv på dagen. Den klättrar i träd och annan växtlighet eller går på marken. Hannar och honor bildar vanligen monogama par som delar samma revir. I Singapore och kanske i andra delar av utbredningsområdet täcker hannens revir territorierna av flera vuxna honor och de parar sig med varandra. Revirets gränser och familjemedlemmar markeras med körtelvätska och dessutom lämnas urin och avföring vid territoriets gränser.
Denna spetsekorre äter ryggradslösa djur, frukter och blad. När den äter frukter försöker den undvika så mycket fiber som möjligt för en enklare ämnesomsättning. Med detta beteende liknar arten fruktätande fladdermöss.
Honor kan bli brunstiga under alla årstider och de kan ha flera kullar per år. Beroende på utbredning dokumenterades vissa tider där flest ungar föds. Dräktigheten varar 40 till 53 dagar och sedan föds upp till tre ungar. De väger vid födelsen 10 till 12 g och är blinda samt döva. Ungarna diar sin mor ungefär 36 dagar. Könsmognaden infaller efter 3 månader men den första parningen sker efter 4,5 månader.
Arten skapar vanligen ett särskilt näste för ungarna som är skild från föräldrarnas bo. Ungarnas bo ligger vanligen i trädens håligheter, under rötter eller i större bambustjälkar och fodras med löv. Ansvarig för ungarnas bo är hannen. Honan besöker ungarna bara för att ge di. Mellan dessa besök kan ligga två dagar och därför är det viktig att ungarna blev markerade med körtelvätska.
Tupaia glis lever vanligen 2 till 3 år i naturen. Andra arter av samma släkte blev i fångenskap lite över 12 år gamla.
Denna spetsekorre jagas av medelstora rovdjur, av rovfåglar och av ormar.

## Bildgalleri

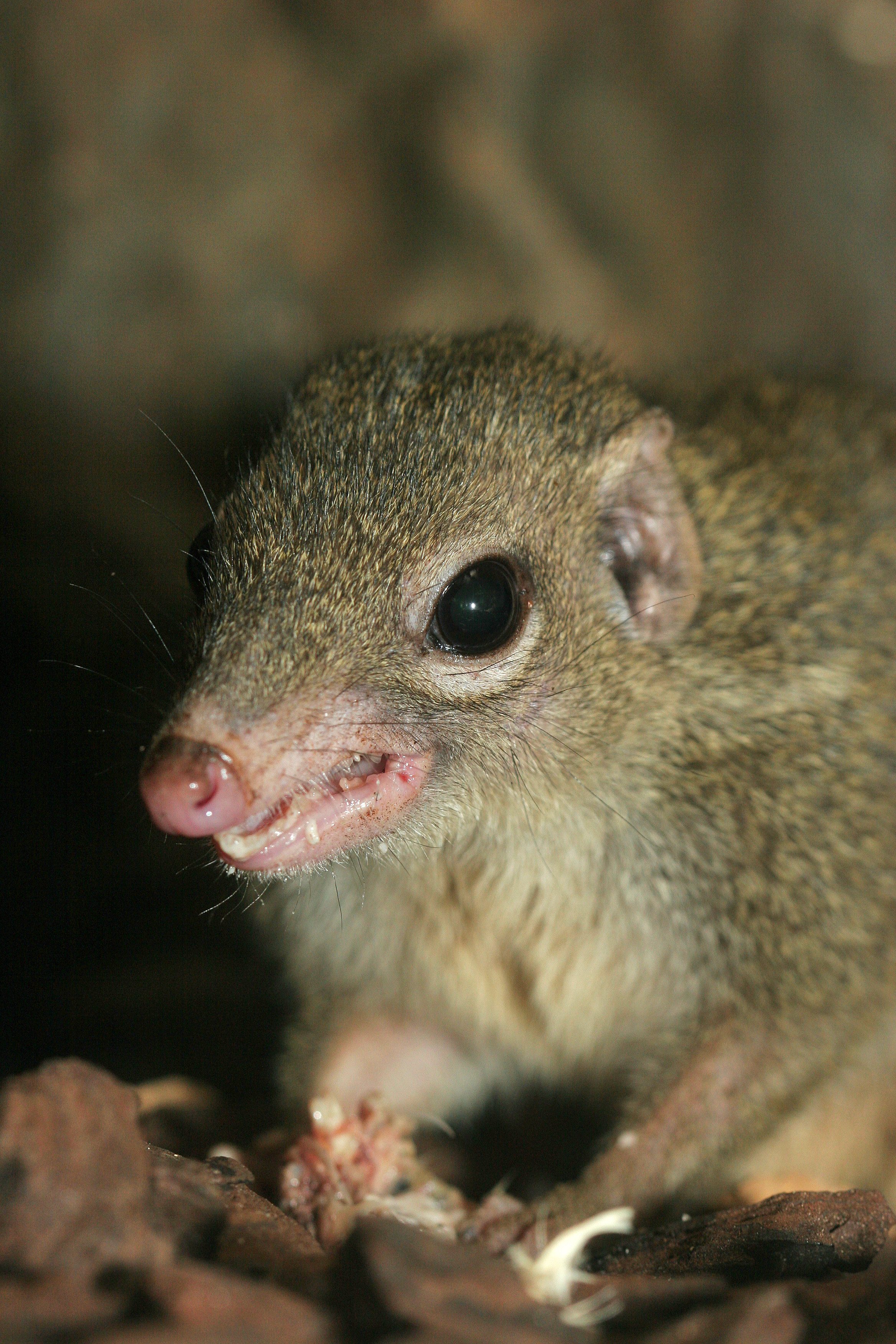
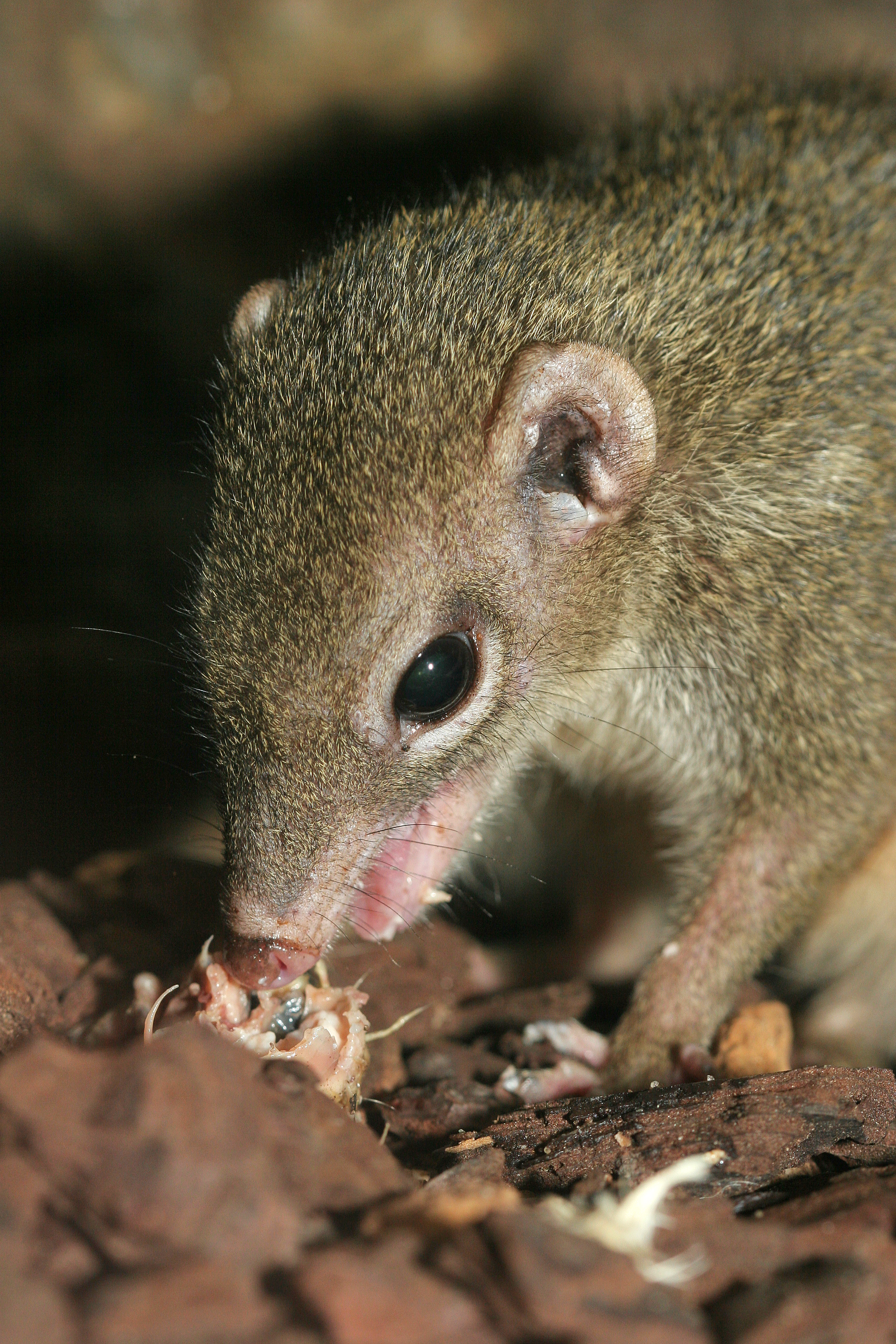